# Apulische Tarantel
Die Apulische Tarantel (Lycosa tarantula, Syn.: Lycosa tarentula) ist eine Art der Echten Webspinnen aus der Gattung Lycosa innerhalb der Familie der Wolfspinnen (Lycosidae). Sie ist die Typusart der Gattung. Der Name Tarantel, die ursprüngliche Benennung der Apulischen Tarantel, wird heute für eine Vielzahl nicht nahe miteinander verwandter Webspinnen, darunter auch die Vogelspinnen (Theraphosidae), verwendet.

## Merkmale

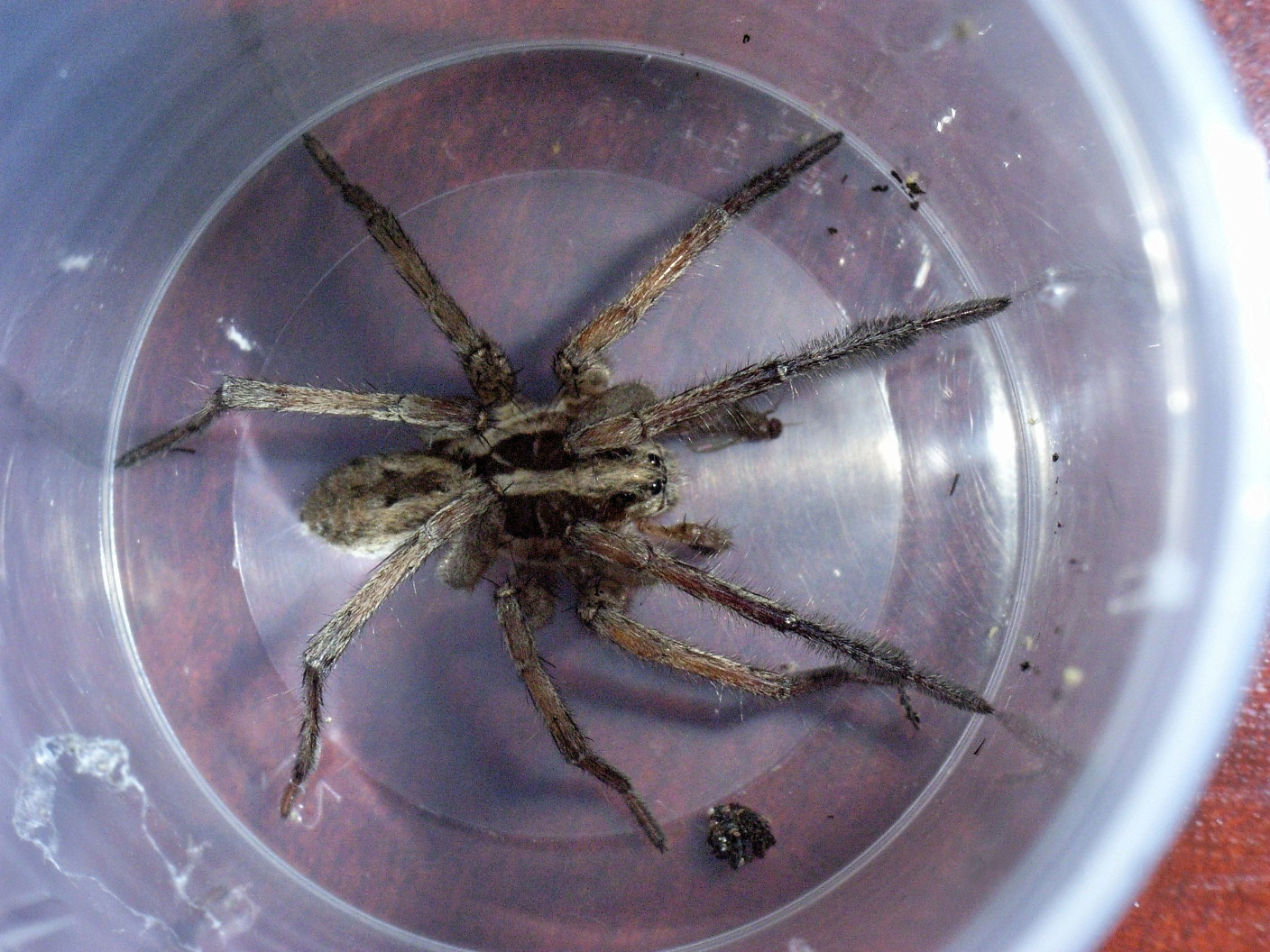
Männchen

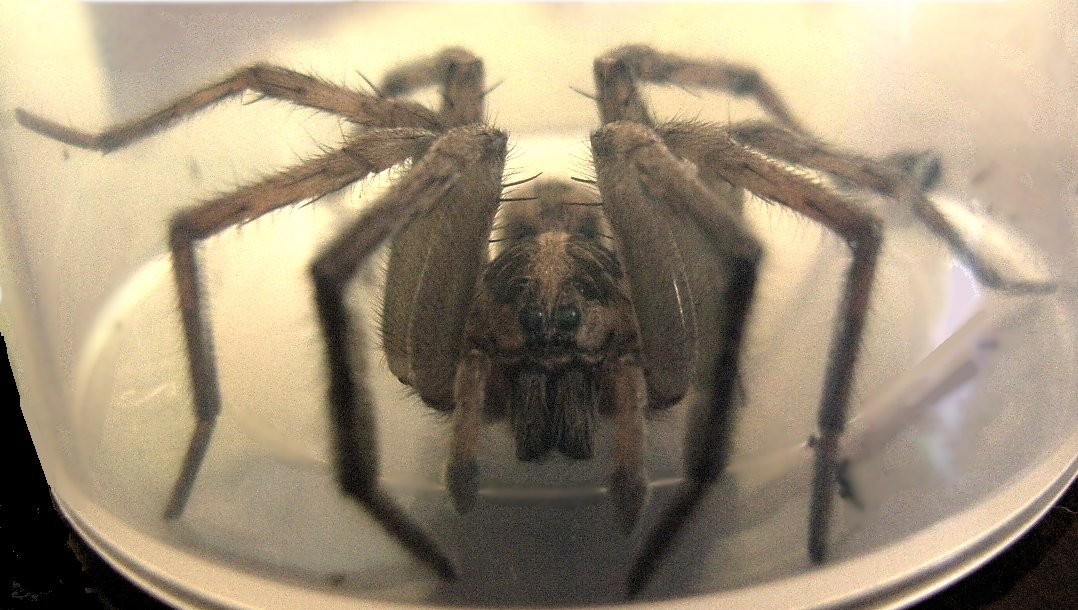
Frontalansicht eines Männchens

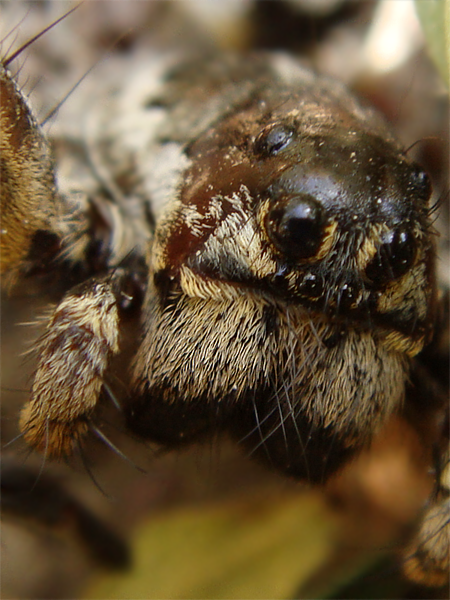
Kopfpartie eines Weibchens

Mit einer Körperlänge von 30 Millimetern als Weibchen und 25 Millimetern als Männchen zählt die Apulische Tarantel zu den größten europäischen Wolfspinnen. Die Grundfärbung ist beim Männchen weißgrau, die des Weibchens ist gelblicher. Der Vorderkörper ist braungrau mit einem undeutlich abgesetzten, hellen Längsband und darunter mit einem hellen Streifen versehen. Auf dem Hinterkörper ist ein großer Längsfleck, der zum Körperende hin zwei Zacken trägt. Dahinter befinden sich dunkle Winkelflecken. Diese tragen unterseits ein schwarzes Querband, dahinter sind sie leuchtend gelb. Die Beine sind unterseits sehr kontrastreich schwarz-weiß gefleckt und oberseits einheitlich grau-braun gefärbt.

## Vorkommen
Die Apulische Tarantel ist im westlichen Mittelmeergebiet, besonders im mittleren und südlichen Italien, verbreitet, worauf die deutschsprachige Benennung nach der italienischen Region Apulien hindeutet. Sie bevorzugt trockene und steinige Stellen mit geringer Vegetation. Die Individuendichte ist meist gering.

## Lebensweise

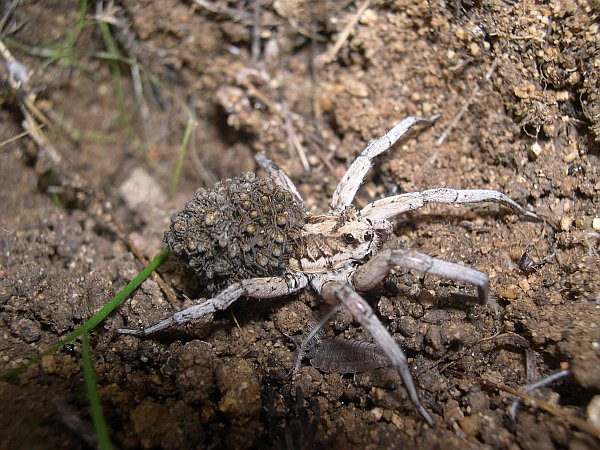
Weibchen mit Jungtieren

Die Apulische Tarantel lebt überwiegend versteckt in einer selbst gegrabenen 30 cm tiefen und daumendicken Wohnröhre. Diese führt senkrecht ins Erdreich hinab und ist innen mit einer feinen Gespinstdecke ausgekleidet. An der Mündung der Wohnröhre sind Grashalme sowie andere Teile der Vegetation zu einem Kragen zusammengesponnen. Dieser Kragen überragt die nähere Umgebung oftmals. Die Spinne sitzt meist tief in der Röhre, im Frühjahr allerdings gerne in der Öffnung der Röhre, um sich zu sonnen. Ebenso laufen während des Frühjahres die Männchen tagsüber auf der Suche nach Weibchen umher. Nach der Paarung baut das Weibchen einen Eikokon. Dieser ist weiß und enthält einige hundert Eier. Das Weibchen hält ihn im Innern der Röhre oft mit der Hinterleibsspitze zu den wärmenden Sonnenstrahlen hin.

## Tarantismus
Die Apulische Tarantel wird in besonderer Weise mit dem medizinischen Phänomen des Tarantismus in Verbindung gebracht. Sie ist die eigentliche Tarantel, deren Name von der apulischen Stadt Tarent (italienisch Táranto) abgeleitet wird. Der Biss der Spinne wurde, neben dem Stich des Skorpions, als Auslöser der Krankheit betrachtet, die sich in hysterischen Anfällen von Tanzwut bis zur völligen Erschöpfung äußerte. Der Volkstanz Tarantella soll sowohl den Symptomen nachgebildet sein als auch zu deren Heilung führen können. Heute wird Tarantismus als psychische Erkrankung in Verbindung mit Massensuggestion betrachtet, ein tatsächlicher Zusammenhang mit dieser oder einer anderen Spinnenart gilt als unwahrscheinlich.